# Рожище
Ро́жище — місто у Луцькому районі, центр Рожищенської міської громади. До 2020 року - центр Рожищенського району Волинської області. Розташоване майже в центрі Волині, над річкою Стир. Відстань до обласного, районного центру - 22 км і проходить автошляхом М19, який збігається із єврошосе E85.
У місті працюють ТзОВ «Цунамі», МПП «Дельта», фабрика модульних будинків СКАНДІДІМ, плодоконсервний і маслоробний заводи, коледж Львівської академії ветеринарної медицини імені С. З. Ґжицького.

## Походження назви
Існують різноманітні версії походження назви міста. Зокрема назву міста пов'язують із старослов'янським словом «роща», роща — це невеликий листяний ліс або невелика ізольована група дерев. Здавна Волинь була краєм хліборобським, тут вирощували зернові культури, які узагальнено називали «рож» «ръжище»(житня нива). Також назва могла піти від слів «ріг» або «рог», «ровище».
Існує цілий ряд легенд, що пов'язують походження назви з красою природи місцевості, на якій розкинулось містечко. Ось одна з легенд:

| Проїздив цими місцями один князівський урядник. у той момент активно цвіли квіти, це видовище настільки зачарувало гостя, що від враження він вигукнув: „Ружи ще! Ружи ще!”(від слова „ружа”, яким називали тоді квіти мальви та шипшини). |

## Географія
Рожище знаходиться на південному сході Волинської області. Місто розташоване на берегах річки Стир.
До обласного центру — Луцька, відстань складає близько 20 км.
Площа міста — 1022,3 га
У тектонічнічній будові відповідає Волино-Подільській плиті.
У історико-географічному відношенні місто розташоване майже в центрі історичної Волині.
Клімат міста Рожище помірно-континентальний, із м'якою зимою та теплим літом.
| Клімат Рожище                                                              | Клімат Рожище | Клімат Рожище | Клімат Рожище | Клімат Рожище | Клімат Рожище | Клімат Рожище | Клімат Рожище | Клімат Рожище | Клімат Рожище | Клімат Рожище | Клімат Рожище | Клімат Рожище | Клімат Рожище |
| Показник                                                                   | Січ.          | Лют.          | Бер.          | Квіт.         | Трав.         | Черв.         | Лип.          | Серп.         | Вер.          | Жовт.         | Лист.         | Груд.         | Рік           |
| Середній максимум, °C                                                      | 0             | 1             | 6             | 15            | 20            | 22            | 25            | 25            | 19            | 14            | 7             | 1             | 12,9          |
| Середня температура, °C                                                    | −2            | −1,5          | 2,5           | 9,5           | 14,5          | 17,0          | 19,5          | 19,0          | 14,0          | 9,0           | 3,5           | −1            | 8,6           |
| Середній мінімум, °C                                                       | −4            | −4            | −1            | 4             | 9             | 12            | 14            | 13            | 9             | 4             | 0             | −3            | 3,6           |
| Норма опадів, мм                                                           | 37            | 36            | 37            | 42            | 61            | 67            | 78            | 53            | 52            | 37            | 38            | 37            | 575           |
| -------------------------------------------------------------------------- | ------------- | ------------- | ------------- | ------------- | ------------- | ------------- | ------------- | ------------- | ------------- | ------------- | ------------- | ------------- | ------------- |
| Джерело: Кліматичні дані міста Рожище на сайті «https://www.meteoblue.com» |               |               |               |               |               |               |               |               |               |               |               |               |               |

## Історія

### Давні часи
Перша письмова згадка про Рожище датується 1322 роком, коли луцький князь Любарт Гедимінович передав поселення соборній церкві Івана Богослова в Луцькому замку.  
Археологічні дослідження свідчать, що на території Рожища існували поселення ще за часів мезоліту та неоліт. Було виявлено знахідки культури кулястих амфор, а також поселення X–XII століть.  

### Магдебурзьке право і розвиток містечка
У 1567 році польський король Сигізмунд II Август надав Рожищу Магдебурзьке право, що сприяло економічному розвитку.  
На початку XIX століття містечко стало власністю графа Валеріана Стройновського, який переселив сюди євреїв-ремісників і німців-колоністів. Завдяки цьому тут почала розвиватися промисловість: працювали суконні фабрики, пивоварні, млини.

### Перша світова війна і міжвоєнний період
Під час Першої світової війни лінія фронту проходила неподалік Рожища, що призвело до значних руйнувань.  
З 1920 по 1939 рік місто перебувало у складі Польщі. За переписом 1921 року, у Рожищі мешкало 3265 осіб, з яких понад 40% були євреями.  

### Друга світова війна і Голокост
Після окупації міста німцями в 1941 році тут було створено єврейське гетто, яке ліквідували в 1942 році. Більшість єврейського населення було знищено.  
У 1943 році в районі Рожища діяла Українська повстанська армія, яка проводила операції проти німецьких і польських підрозділів.  
У лютому 1944 року місто було звільнене Червоною армією, але через кілька днів німці здійснили контратаку, що призвело до запеклих боїв і загибелі багатьох цивільних.  

### Післявоєнний період
Після війни Рожище залишалося районним центром. Відбувалася колективізація, репресії проти учасників національного підпілля, боротьба ОУН-УПА з радянською владою тривала до початку 1950-х років.  
У 1950–80-х роках місто активно розвивалося: були побудовані нові школи, лікарня, культурні заклади.

### Незалежна Україна
З 1991 року Рожище є частиною незалежної України. У 2020 році, внаслідок адміністративної реформи, місто увійшло до складу Луцького району.

## Населення
- 1850–1851 — близько 1 000
- 1899 — 3 646

### Чисельність
| 1959     | 1970     | 1979     | 1989     | 2001     |
| -------- | -------- | -------- | -------- | -------- |
| 5 910    | ▲ 9 626  | ▲ 11 992 | ▲ 14 391 | ▼ 13 636 |
| 2003     | 2004     | 2005     | 2006     | 2007     |
| ▼ 13 527 | ▲ 13 541 | ▼ 13 505 | ▼ 13 443 | ▲ 13 463 |
| 2008     | 2009     | 2010     | 2011     | 2012     |
| ▼ 13 444 | ▬ 13 445 | ▬ 13 441 | ▬ 13 441 | ▬ 13 381 |
| 2013     | 2014     | 2015     | 2016     | 2017     |
| ▼ 13 327 | ▼ 13 306 | ▼ 13 245 | ▼ 13 149 | ▼ 13 036 |
| 2018     | 2019     | 2020     | 2021     | 2022     |
| ▼ 12 953 | ▼ 12 828 | ▼ 12 710 | ▼ 12 584 | ▼ 12 483 |

### Національний склад
Національний склад населення за даними перепису 2001 року:
| Національність  | Відсоток |
| --------------- | -------- |
| українці        | 97,81%   |
| росіяни         | 1,54%    |
| білоруси        | 0,29%    |
| поляки          | 0,16%    |
| інші/не вказали | 0,20%    |

### Мова
Розподіл населення за рідною мовою за даними перепису 2001 року:
| Мова            | Кількість | Відсоток |
| --------------- | --------- | -------- |
| українська      | 13307     | 98.49%   |
| російська       | 182       | 1.35%    |
| білоруська      | 11        | 0.08%    |
| інші/не вказали | 11        | 0.08%    |
| Усього          | 13511     | 100%     |

## Економіка

### Промисловість
До найбільших промислових підприємств міста належать:
- ТзОВ «Цунамі» — високоякісне деревообробне підприємство, робота якого базується на безвідходній переробці дуба
- ТзОВ «ХАДЕА СТІЛ КОМПАНІЯ» — орієнтує свою роботу на виробництво металевих конструкцій і металообробку
- Рожищенський сироробний завод — належить групі ТЕРРА ФУД
- ПП Л. П.С. — займається виробництвом та реалізацією нових дерев'яних піддонів

### Сфера послуг
- ТзОВ «ЮАІНЕТ-КІБЕРНЕТ» - місцевий інтернет провайдер [21].
- КП «Дільниця благоустрою Рожищенської міської ради» - послуги з вивезення твердих побутових відходів [22].

## Освіта
Дошкільні навчальні заклади:
- Дошкільний навчальний заклад (ясла-садок) № 1 «Малятко»
- Дошкільний навчальний заклад (ясла-садок) № 2 «Дзвіночок»
- Дошкільний навчальний заклад (ясла-садок) № 3 «Сонечко»
- Дошкільний навчальний заклад (ясла-садок) № 4 «Струмочок»

У місті функціонують 4 загальноосвітні школи:
- Загальноосвітня школа І-ІІІ ст. № 1 (вул. 1 Травня, 5)
- Загальноосвітня школа І-ІІІ ст. № 2 (вул. Драгоманова, 3)
- Комунальний опорний навчальний заклад Загальноосвітня школа І-ІІІ ст. № 3 (вул. Коте Шилокадзе, 16)
- Рожищенський ліцей №4 (вул. Кондратюка, 15)

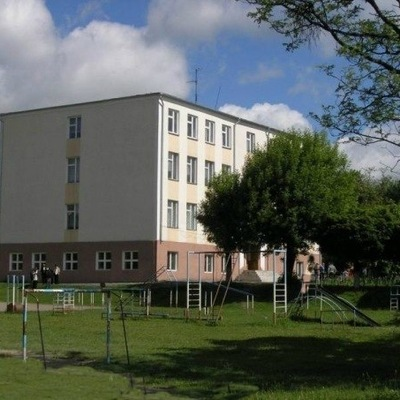
Рожищенська ЗОШ №1
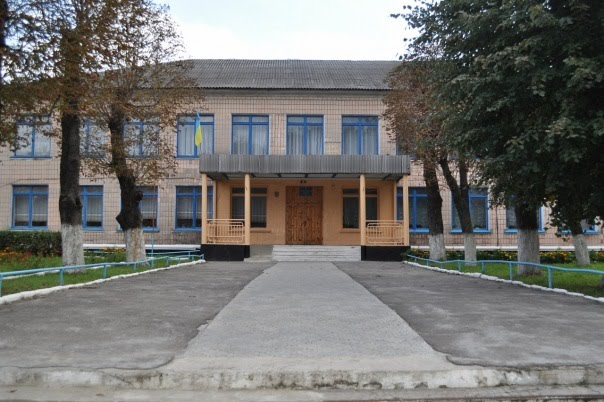
Рожищенська ЗОШ №2
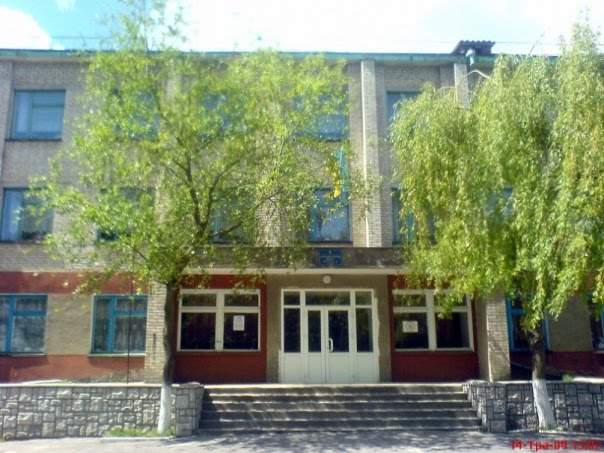
Рожищенська ЗОШ №3
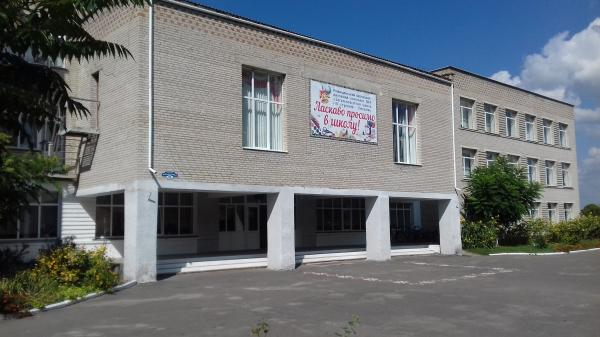
Рожищенський ліцей

Позашкільні навчальні заклади:
- Будинок дитячої творчості
- Дитячо-юнацька спортивна школа
- Дитяча музична школа

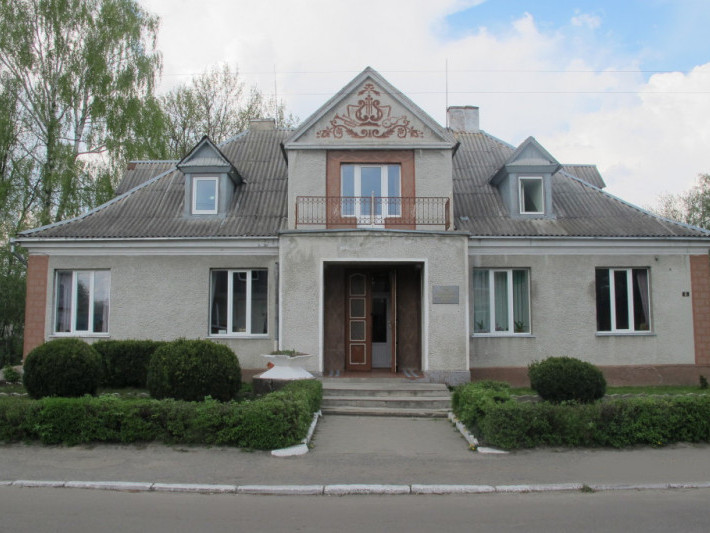
Музична школа
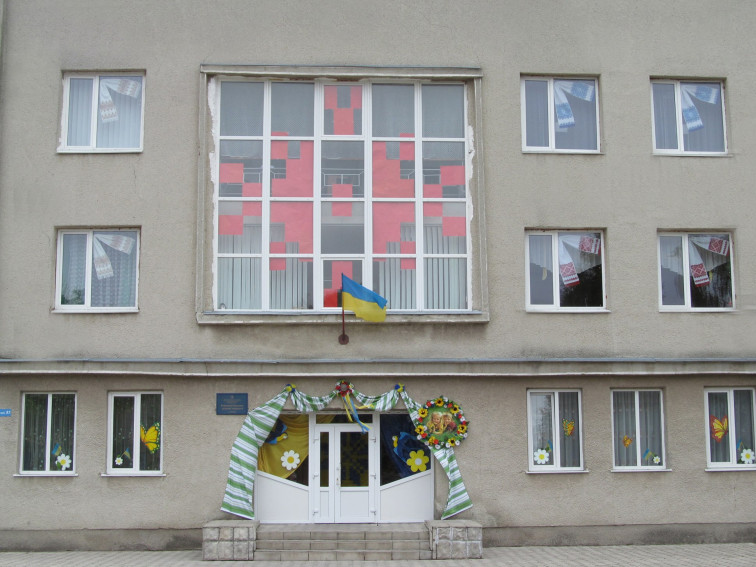
Будинок дитячої творчості

Навчально-реабілітаційний центр:
- Рожищенський навчально-реабілітаційний центр Волинської обласної ради

Заклад соціального захисту дітей:
- Притулок для дітей служби у справах дітей облдержадміністрації. Після початку повномасштабного вторгнення Росії в Україну вихованців закладу у березні 2022 року евакуювали за кордон. Проте вже у червні заклад відновив роботу[23].

Заклад вищої освіти:
- Рожищенський коледж Львівського національного університету ветеринарної медицини та біотехнологій імені С.З. Гжицького

## Культура
Рожище — це важливий культурний осередок Волинської області. Щороку в місті відзначають державні, місцеві та релігійні свята.
На день Святої Трійці в Рожищі святкують День Міста. В цей день організовують концертні і розважальні програми, виступи творчих колективів міста, проводяться мистецькі виставки, майстер-класи, ярмарки. Також місто традиційно візначає День Незалежності.
Здавна свято Івана Купала було особливим для жителів міста. Його гучно відзначали на березі річки Стир ще в минулому столітті. На свято сходилось і з'їзджалося дуже багато рожищан і жителів району, на святі виступали духові оркестри підприємств міста, учасники художної самодіяльності. Закінчувалося свято прибуттям Нептуна з лісовими мавками та запалюванням величезної ватри.
Вже в період незалежності місто зберегло традицію відзначати це свято і протягом багатьох років святкували його. У 2019 році після семирічної перерви місто відзначило свято Івана Купала у формі етно-фестивалю української народної творчості «Купальська казка».
У місті працює:
- Районний дім «Просвіта» — був відкритий у 1949 році, містить концертну залу на 530 посадкових місць, де проходять міські, районні заходи, виступи театралів, співаків, гуртів. При районному домі «Просвіта» діє: аматорський драматичний театр, духовий оркестр, хорова капела, фолькльорний колектив «Писанка», гурт народної музики «ЛЮБО». У 2019 році Рожищенський районний дім «Просвіта» відсвяткував 70-річний ювілей.[25]
- Рожищенський історико-краєзнавчий музей — функціонує від 1977 року. Музей складається з чотирьох відділів: природи, етнографії, історії та художнього. В музеї створені експозиції, проходять виставки, зустрічі, конференції.
- Центральна бібліотечна система

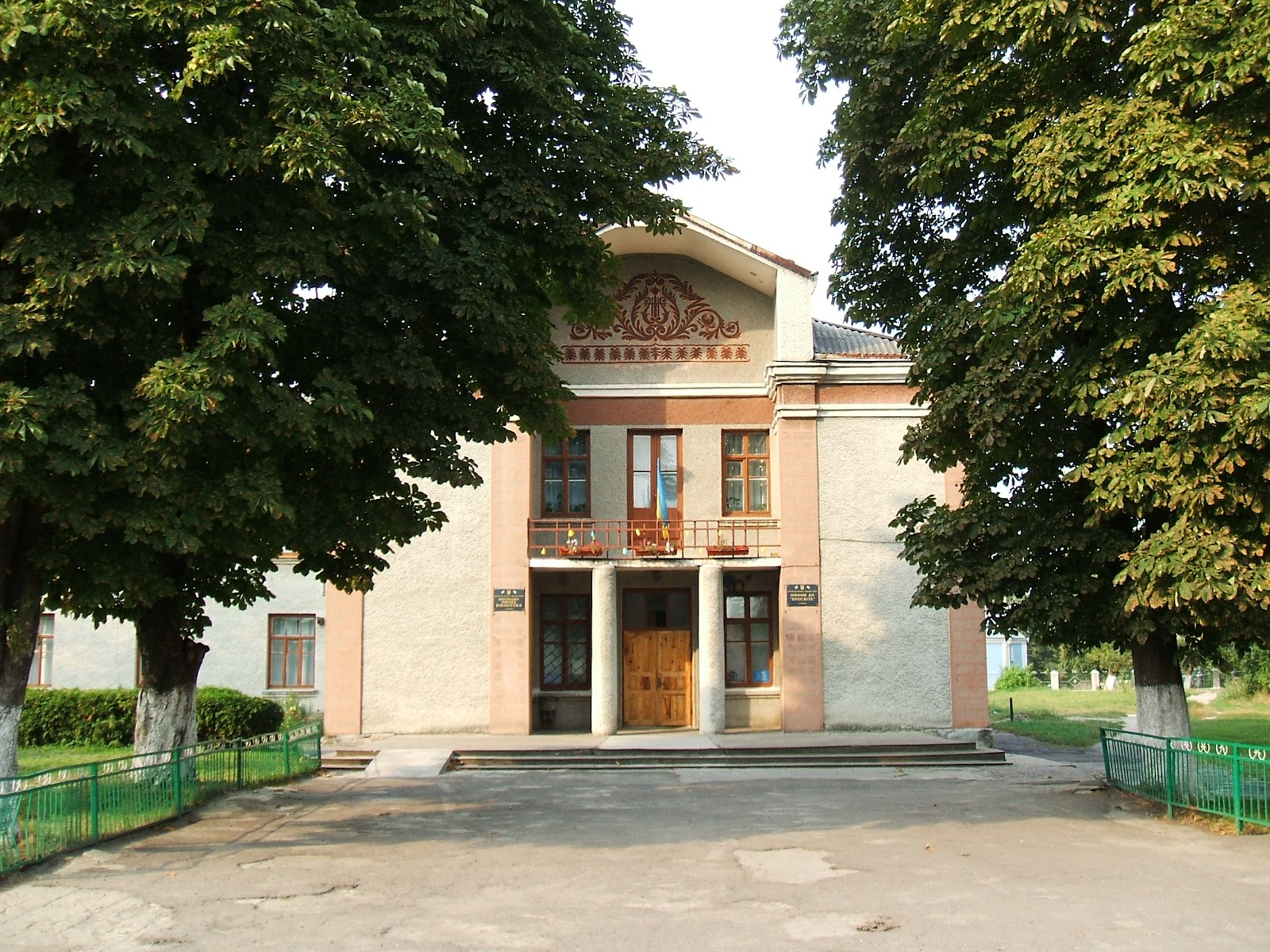
Районний дім "Просвіта"
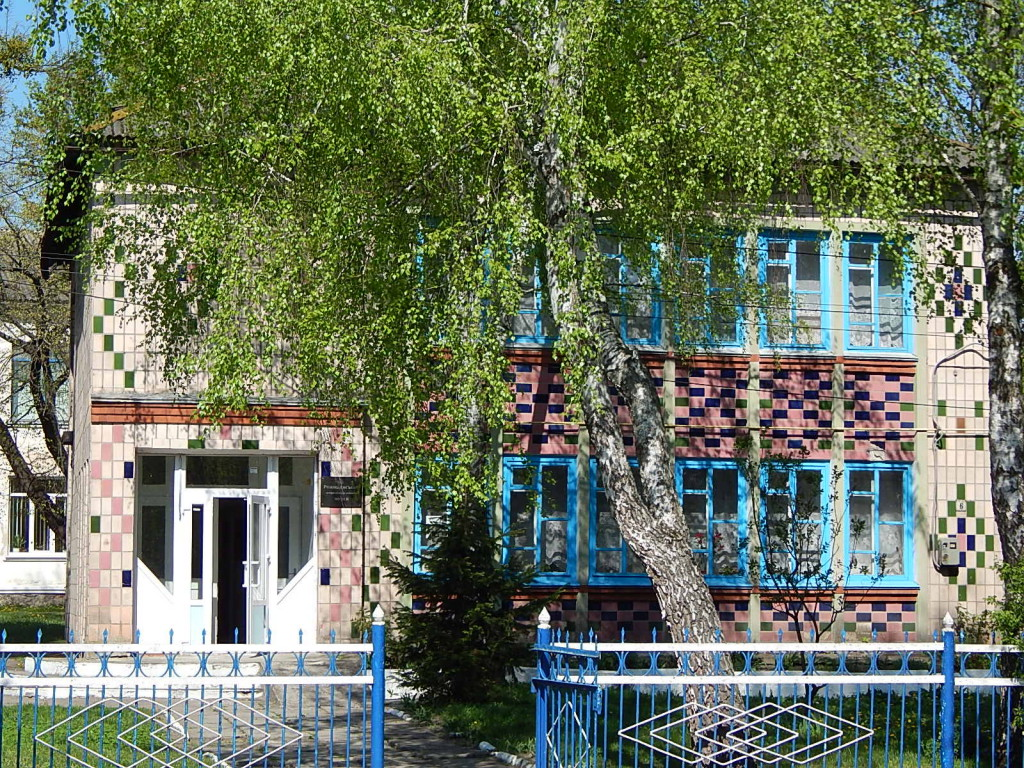
Історико-краєзнавчий музей

### Релігія
Адвентисти сьомого дня — громада нараховує 68 вірян.

## Спорт
Спортивним центром міста є дитячо-юнацька спортивна школа і розташований на території стадіон «Колос».
Спортивна школа в місті функціонує з 1967. Особливих успіхів школа досягла у легкій атлетиці, велоспорті та футболі, виховала майстрів спорту, гравців професійних футбольних команд.
У 2016 році приміщення спортивної школи реконструювали, облаштували фасад та дах, провели ремонт кабінетів та тренажерних залів, встановили енергоефективні вікна та двері, замінили систему опалення. У 2018 році розпочали будівництво спортивних майданчиків, футбольного поля 60×40 зі штучним покриттям та комплексного майданчика для занять баскетболом і волейболом.
У місті функціонує футбольна команда. У різні часи вона носила назву «Механізатор», «Фермаш», «Роси», з 2018 ФК Рожище. Клуб є активним учасником чемпіонату і кубку області. Найкращих результатів команда досягла в 70-х роках під керівництвом легендарного в місті Степана Федоровича Наконечного.
Місто славилося мотоспортом. Місцеві мотогонщики посідали призові місця на обласних та республіканських змаганнях. Понад 30 років мототрек перебував в занедбаному стані. Відновити трасу та відродити цей вид спорту взялися місцеві спортсмени-любителі. Розчистили територію, підготували кілометр мототреку, у планах було заснувати районну федерацію мотокросу. Також була задумка обладнати тут професійний мототрек і проводити вже офіційні змагання. 

## Паротяг

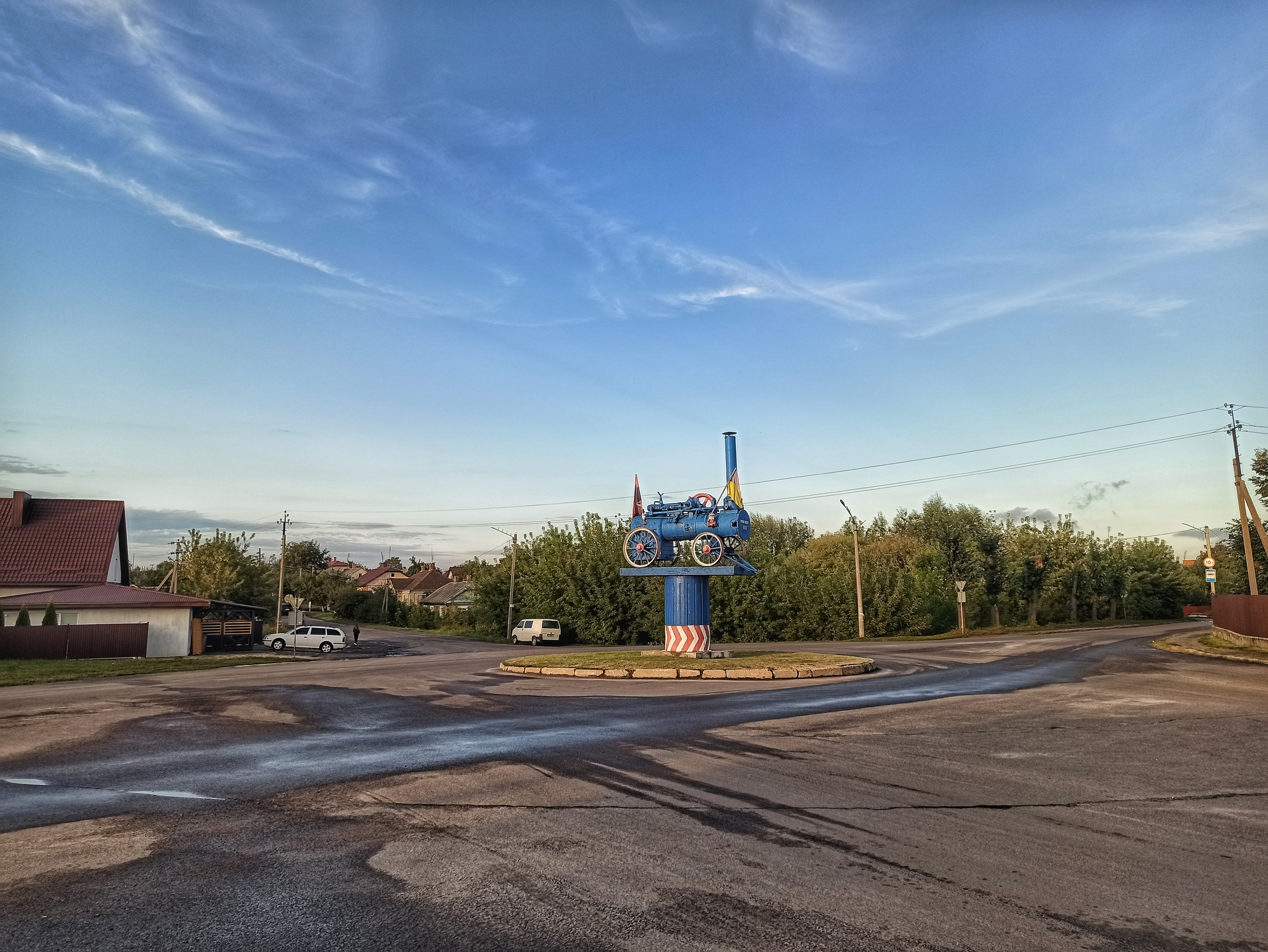
Паротяг в місті Рожище

На перехресті вулиць Волонтерська та Степана Бандери стоїть на постаменті паротяг. Випущений він був ще у 1914 році. Використовувався як маневренна машина на колії, для перетягування вантажів, обслуговувався двома особами, але стрімкий розвиток техніки вплинув на його пряме призначення. Він був замінений більш ефективнішими та потужнішими аналогами. Доля паротяга складалася по різному: у післявоєнні роки використовувався як молотарка, а пізніше взагалі використовували для того, щоб кип'ятити воду і ошпарювати нею бочки для засолки овочів. Врятував паровоз від такої «роботи» Іван Петрук — тодішній голова райвиконкому, і увіковічнив його у такому постаменті.

## Відомі люди
- Бешта Андрій Петрович — український дипломат. Надзвичайний і Повноважний Посол України в Таїланді.
- Герасимчук Віктор Гнатович — український композитор, навчався в Рожищенській СШ № 1.
- о. Гусаківський Юрій ЧСВВ — чернець, священик, художник.
- Дерев'янко Юрій Гаврилович (1912–1994) — радянський інженер-суднобудівник.
- Зенц Вячеслав Борисович (1974—2023) — солдат Збройних сил України, учасник російсько-української війни.
- Лозинський Іван Олександрович — український педагог, композитор.
- Лучук Володимир Іванович — український поет, перекладач, навчався в Рожищенській СШ № 1.
- Малиновський Валентин Ярославович (* 1959) — доктор політичних наук; професор.
- Мамчук Микола Костянтинович — художник, навчався в Рожищенській СШ № 1.
- Мороз Микола Володимирович (1987—2022) — старший солдат Збройних сил України, учасник російсько-української війни, що загинув у ході російського вторгнення в Україну в 2022 році.
- Олексеюк Іван Дмитрович — доктор хімічних наук, професор, завідувач кафедри загальної та неорганічної хімії Волинського національного університету імені Лесі Українки, ректор ВНУ ім. Лесі Українки (1995—2005).
- Плоцидим Олександр Олександрович (1994—2015) — солдат ЗСУ, учасник російсько-української війни.
- Стефанів Опанас Авксентійович (1891–?) — український військовий діяч. Полковник Армії УНР.
- Струцюк Йосип Георгійович — український поет, прозаїк, драматург, публіцист, лауреат багатьох всеукраїнських та міжнародних літературних премій, заслужений діяч мистецтв України, почесний громадянин Луцька навчався в Рожищенській СШ № 1.
- Чайка Павло Миколайович — молодший лейтенант, повний кавалер ордена «За мужність».
- Чорнобабенко Тимофій Тимофійович — педагог, заслужений вчитель УРСР.

## Галерея

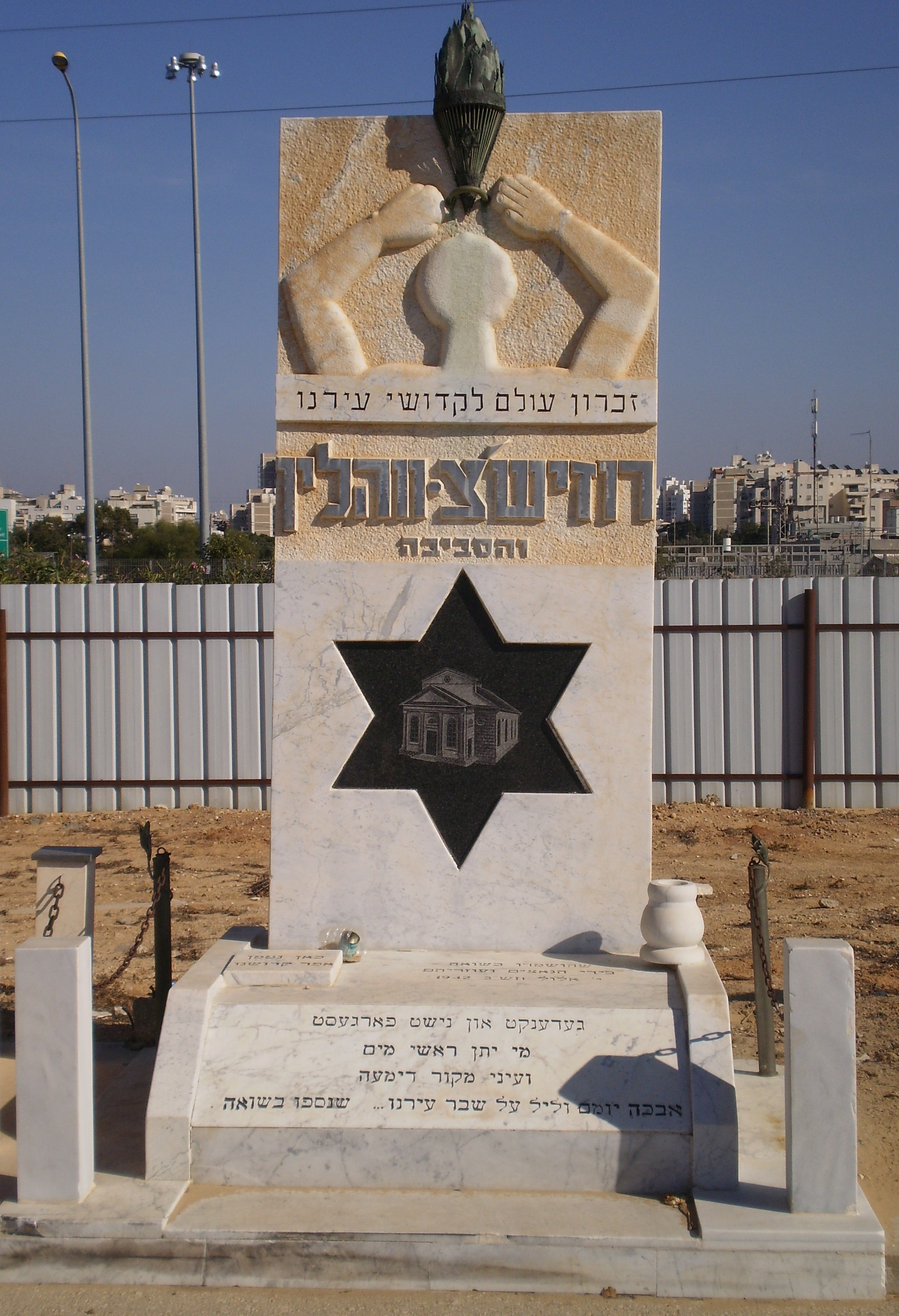
Меморіал, присвячений містянам-жертвам Голокосту (Холон, Ізраїль)

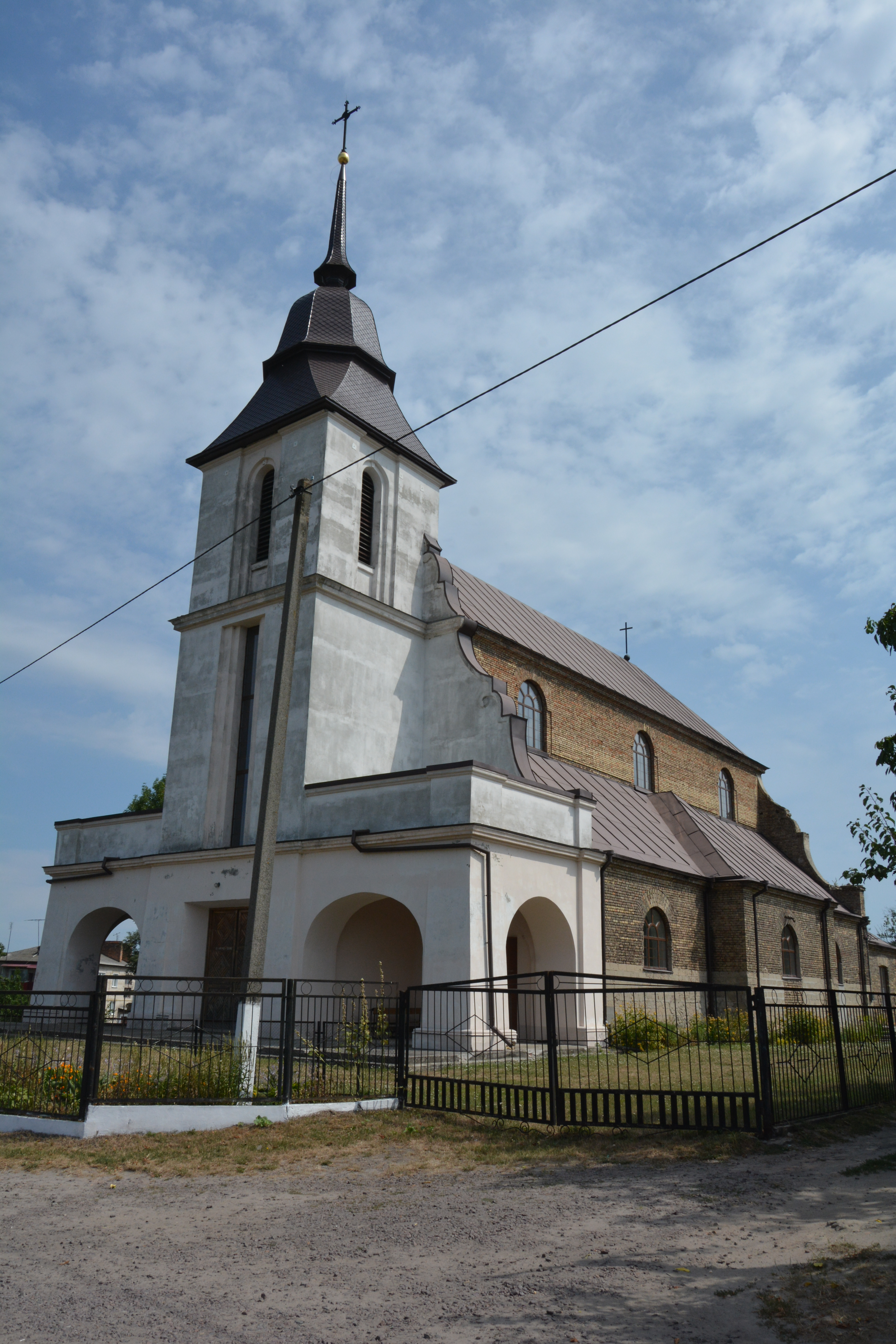
Костел (1920 р.)
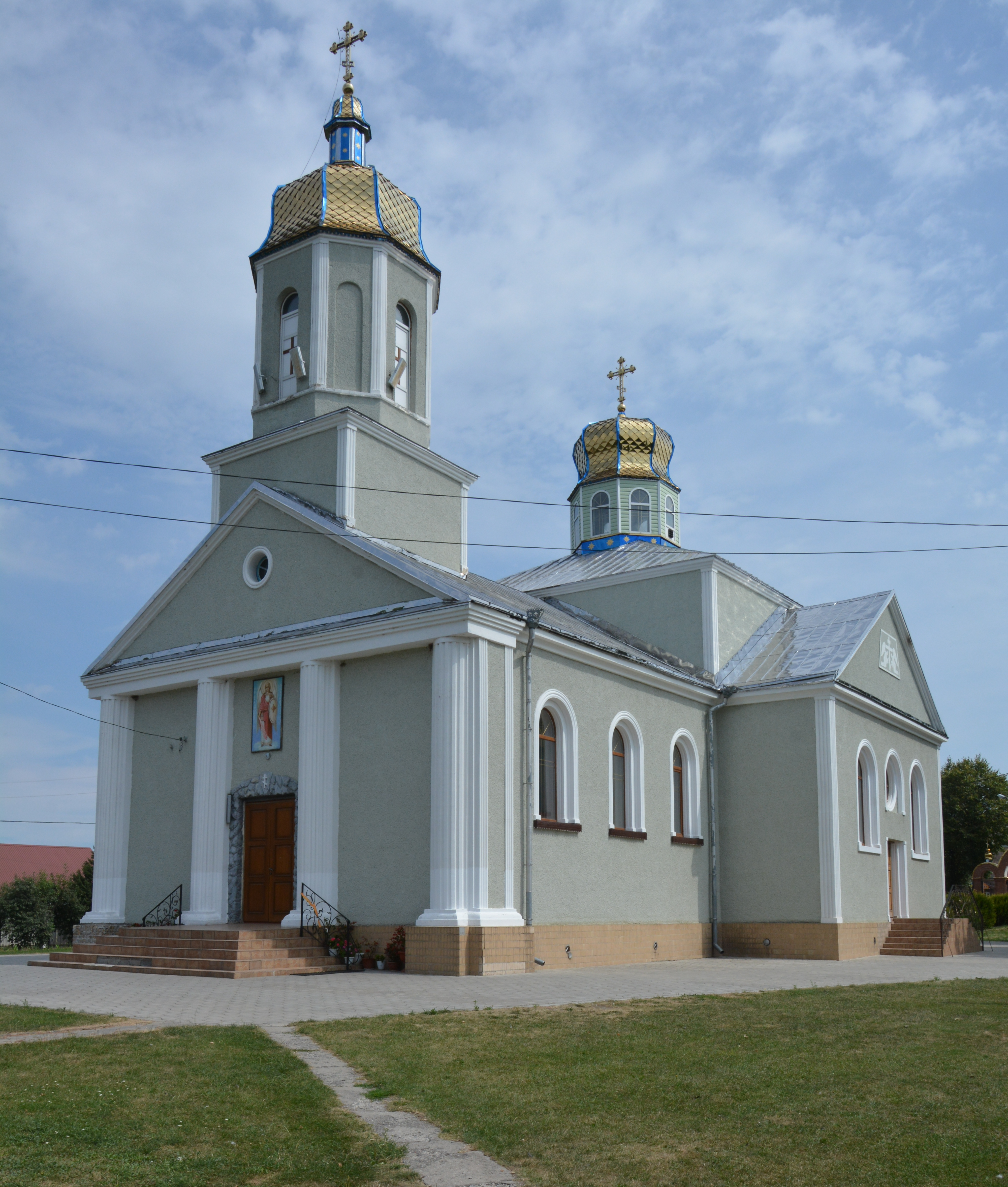
Михайлівська церква (1920р.) - центральний вхід
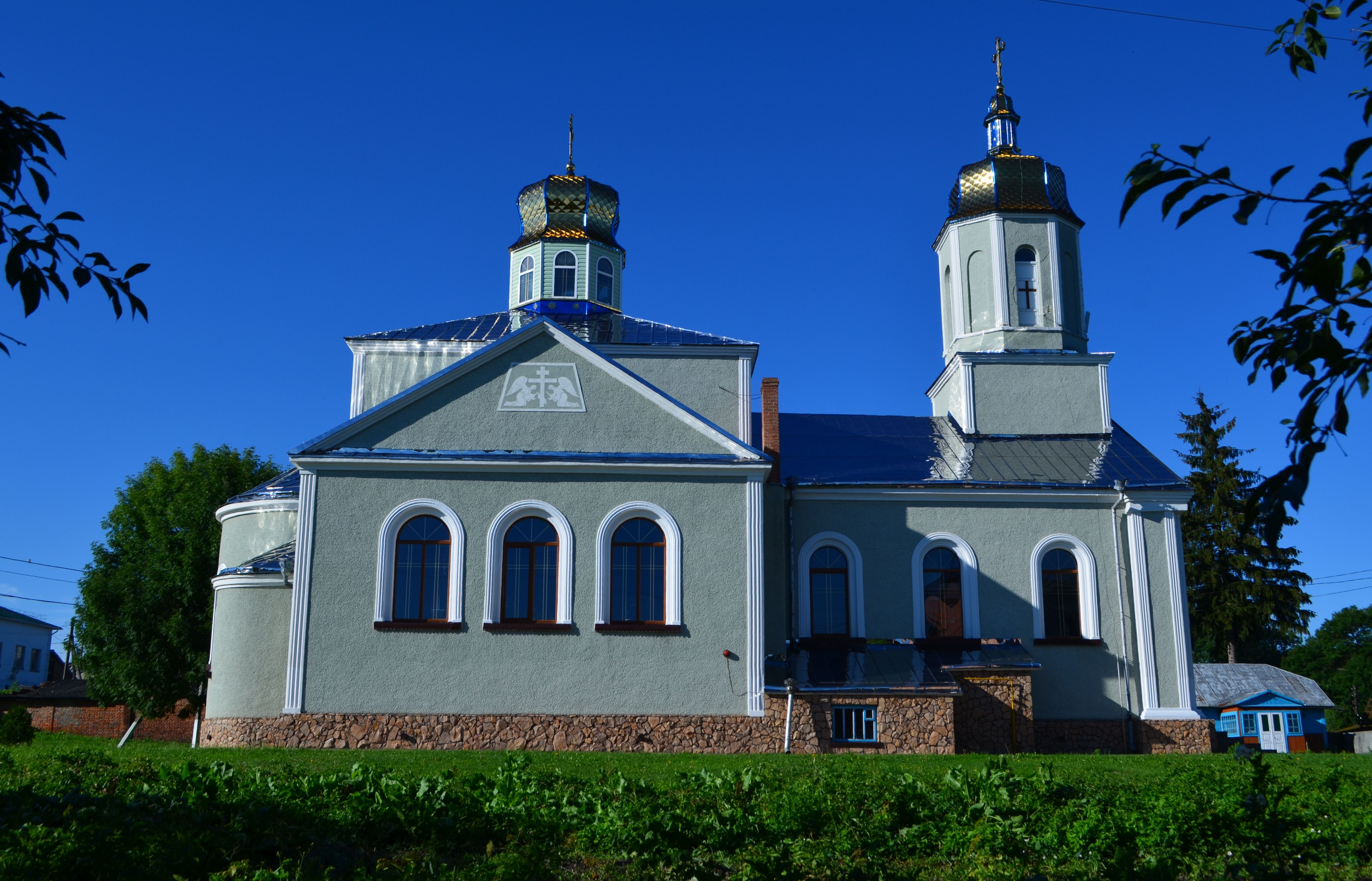
Михайлівська церква - вигляд з вулиці
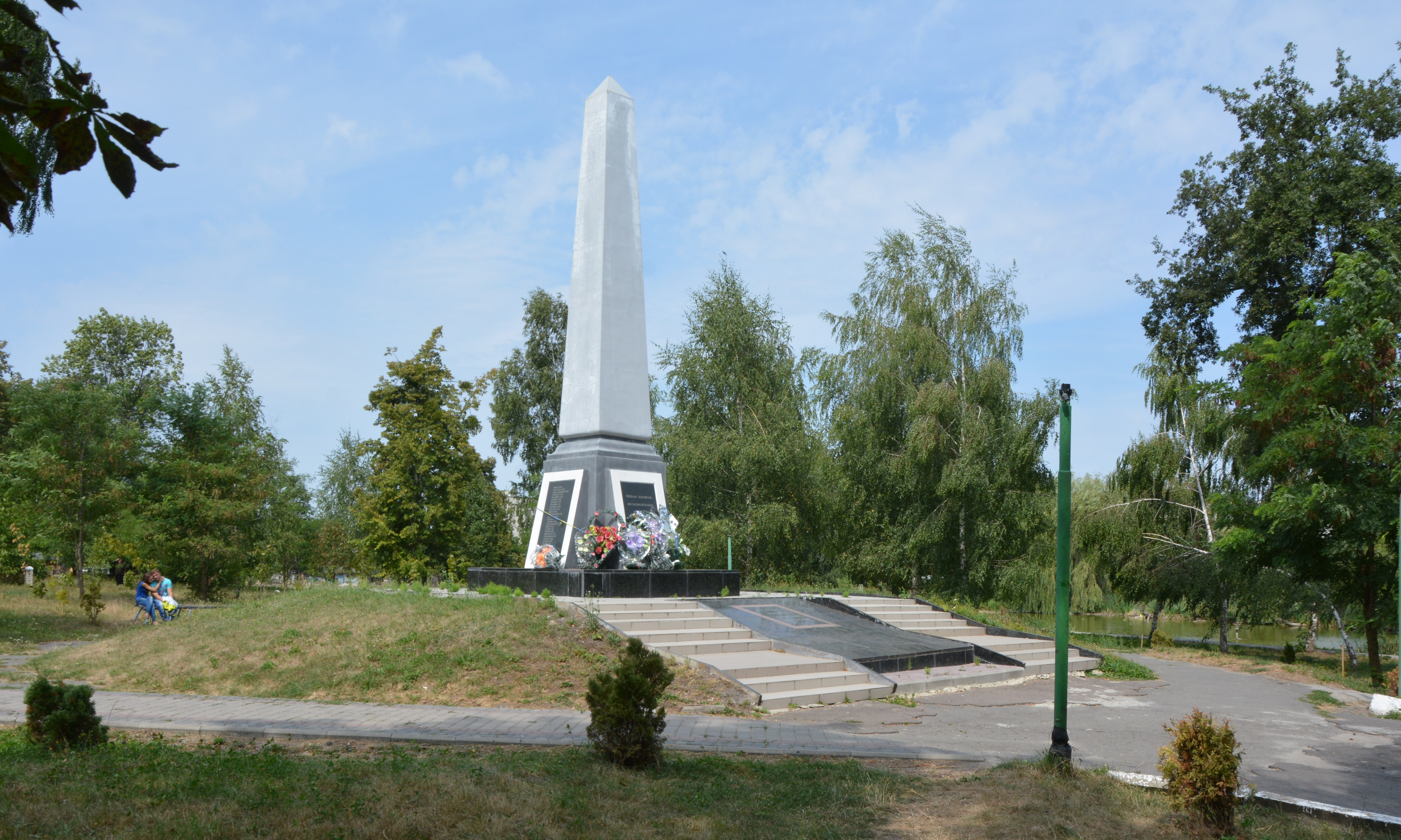
Меморіальний комплекс на честь вояків, загиблих у Другій світовій війні
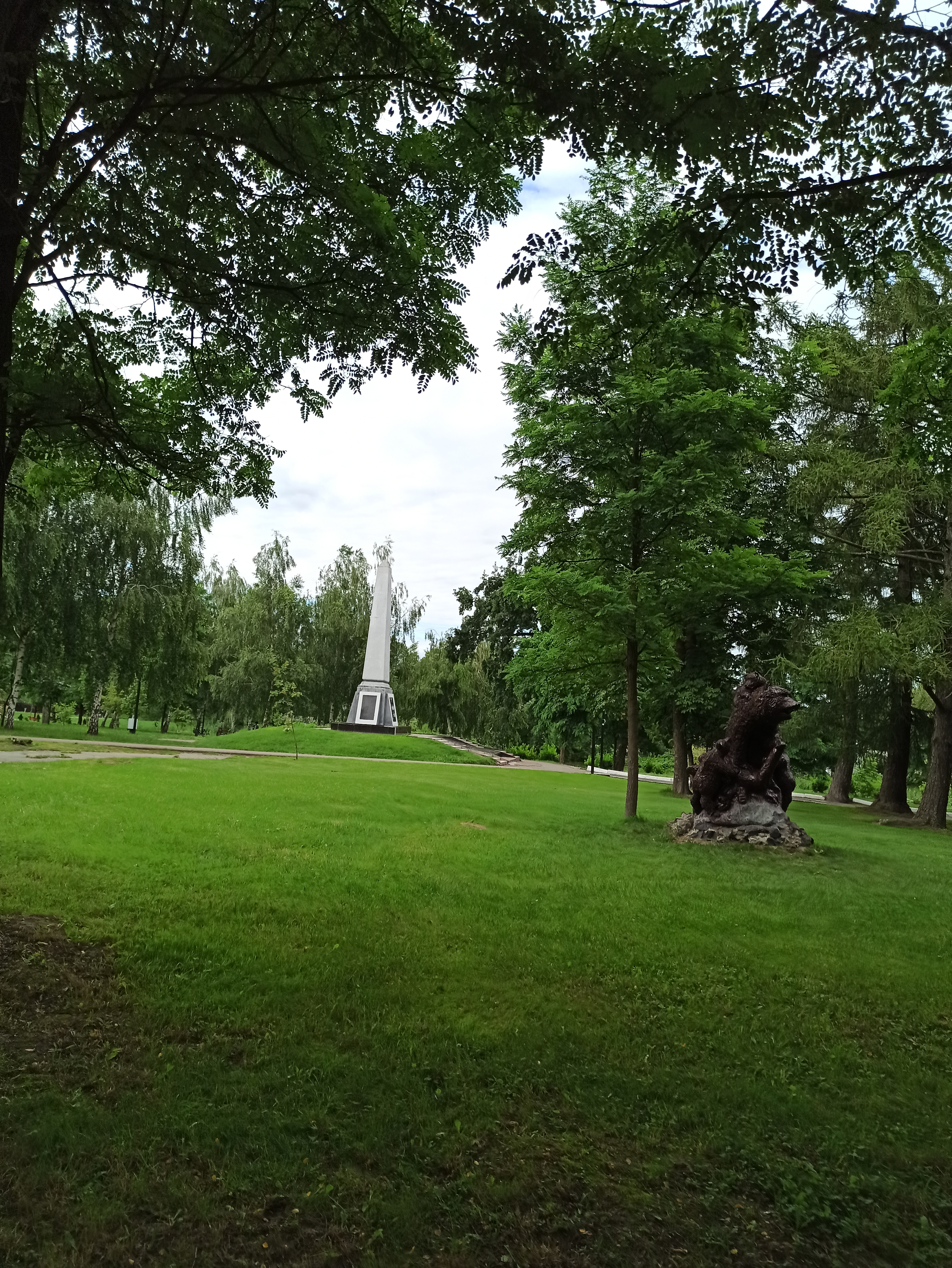
Скульптура ведмедиці з ведмежатами в місті Рожище
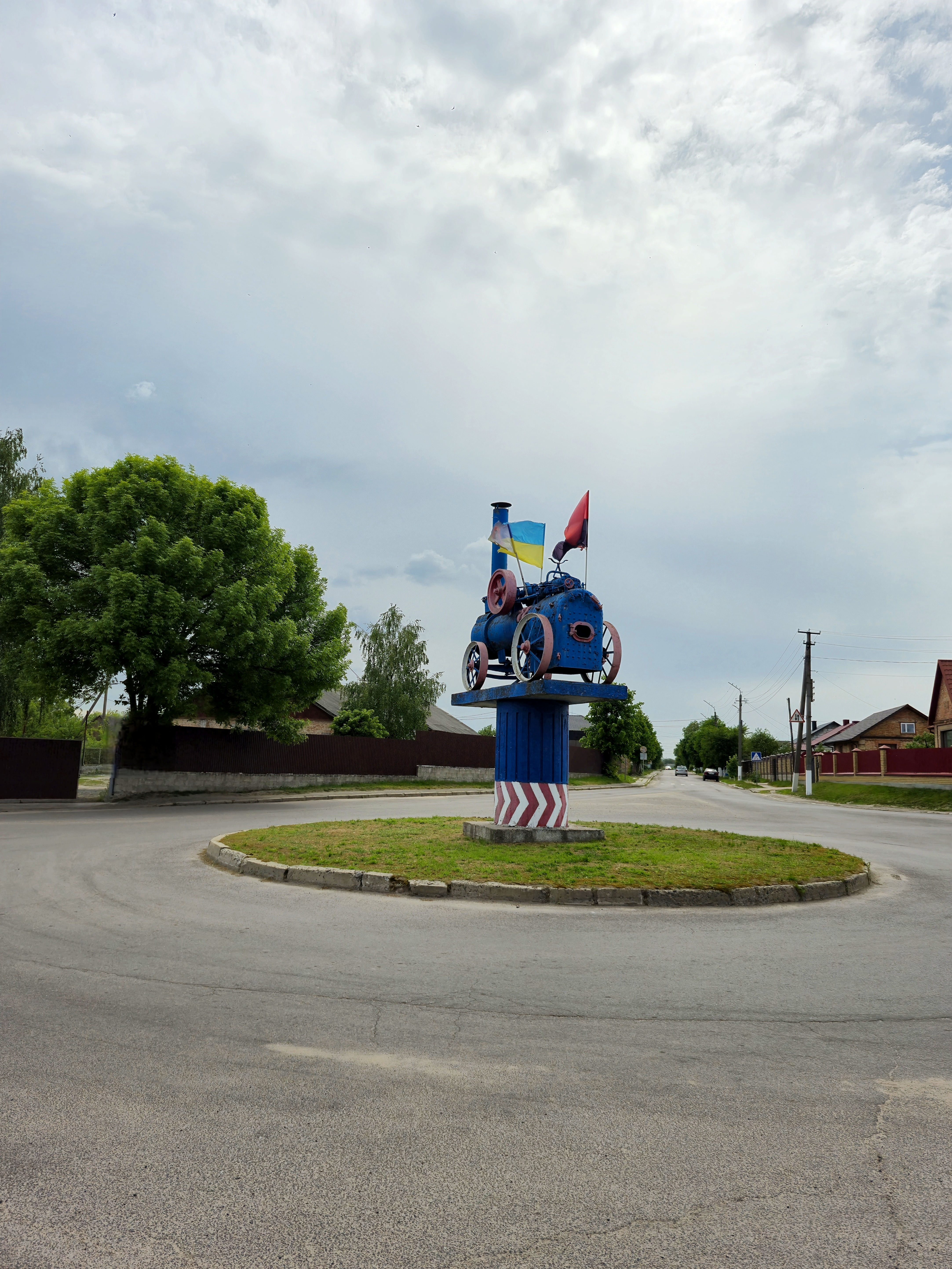
паротяг в місто Рожище зі сторони вулиці Квітневої